# Charles Glover Barkla
Charles Glover Barkla (ur. 7 czerwca 1877 w Widnes, Lancashire, zm. 23 października 1944 w Edynburgu) – brytyjski fizyk, noblista.

## Życiorys
W 1899 roku rozpoczął studia w Trinity College na Uniwersytecie Cambridge. W roku 1901 przeniósł się do King’s College, gdzie w latach 1903 i 1907 zdobywał kolejne tytuły uniwersyteckie. Profesor Uniwersytetu w Londynie i Edynburgu, badacz fal elektromagnetycznych, a zwłaszcza promieniowania rentgenowskiego. W 1917 roku otrzymał Nagrodę Nobla za odkrycie polaryzacji promieniowania rentgenowskiego i promieniowania charakterystycznego.
Był członkiem Edinburgh Mathematical Society, Royal Society (1912), Royal Society of Edinburgh (1914). Poza Nagrodą Nobla otrzymał m.in. Hughes Medal (1917). Jest współautorem podręcznika Notes on Practical Physics for Junior Students (1913, współautor: George A. Carse). Na jego cześć nazwano krater księżycowy – Lunar Crater Barkla (10.7° S, 67.2° E, 42 km średnicy).